# Libá
Libá (Duits: Liebenstein, vroeger Tsjechisch Libštejn) is een gemeente in de Tsjechische regio Karlsbad. De gemeente ligt op 508 meter hoogte, 9 kilometer ten westen van Františkovy Lázně tegen de grens met Duitsland. Libá bevindt zich aan de noordoostelijke voet van het Fichtelgebergte.

## Geschiedenis
De eerste vermelding van Libá stamt uit het jaar 1264. Het dorp en het Kasteel Libá waren in bezit van de familie Liebenstein. In het jaar 1292 overleed het laatste lid van deze familie en ging de heerschappij over Libá over naar de familie Pressberg. Zes jaar later kocht het klooster uit Waldsassen het dorp, die in de daaropvolgende 14e eeuw meerdere malen van eigenaar zou wisselen. In 1426 verwierf de familie Zedtwitz het bezit van Libá.
In 1647, tijdens de Dertigjarige Oorlog, hebben Zweedse troepen het kasteel verwoest. In 1719 begon de wederopbouw.
Na de Tweede Wereldoorlog werden de Duitse bewoners uit het dorp verdreven. Het kasteel werd eigendom van de Tsjechoslowaakse staat. In de jaren 50 werd de plaatsnaam Libštejn in Libá veranderd.

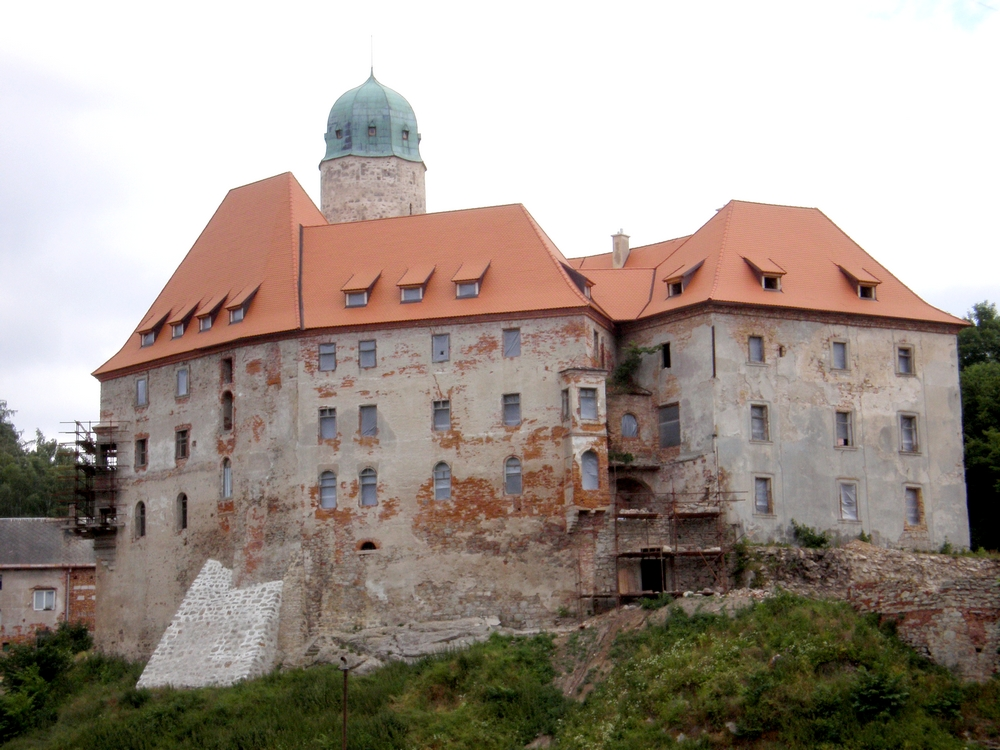
Libá, kasteel (2008)

Aš · 
Cheb · 
Dolní Žandov · 
Drmoul · 
Františkovy Lázně · 
Hazlov · 
Hranice · 
Krásná · 
Křižovatka · 
Lázně Kynžvart · 
Libá · 
Lipová · 
Luby · 
Mariënbad (Mariánské Lázně) · 
Milhostov · 
Milíkov · 
Mnichov · 
Nebanice · 
Nový Kostel · 
Odrava · 
Okrouhlá · 
Ovesné Kladruby · 
Plesná · 
Podhradí · 
Pomezí nad Ohří · 
Poustka · 
Prameny · 
Skalná · 
Stará Voda · 
Teplá · 
Trstěnice · 
Třebeň · 
Tři Sekery · 
Tuřany · 
Valy · 
Velká Hleďsebe · 
Velký Luh · 
Vlkovice · 
Vojtanov · 
Zádub-Závišín